# Буна (Кения)
Бу́на (англ. Buna) — город на северо-востоке Кении, в Северо-Восточной провинции. Расположен на пересыхающей реке Лаг-Бор (Лак-Бор, Lak Bor).
В ходе Восточноафриканской кампании Второй мировой войны был оккупирован вооружёнными силами Королевства Италия в июле 1940 года. Освобождён войсками Британской империи в 1941 году. По сообщению Агентства Рейтер 10 января 1941 года английская колонна вступила в город Буна, не встретив сопротивления противника.